# Hütteltalkopf
Hütteltalkopf är en bergstopp i Österrike.   Den ligger i distriktet Zell am See och förbundslandet Salzburg, i den centrala delen av landet, 300 km väster om huvudstaden Wien. Toppen på Hütteltalkopf är 2 912 meter över havet, eller 158 meter över den omgivande terrängen. Bredden vid basen är 1,0 km.
Terrängen runt Hütteltalkopf är huvudsakligen bergig, men åt nordväst är den kuperad. Runt Hütteltalkopf är det ganska glesbefolkat, med 34 invånare per kvadratkilometer.. Närmaste större samhälle är Neukirchen am Großvenediger, 8,9 km nordost om Hütteltalkopf. 
Trakten runt Hütteltalkopf består i huvudsak av gräsmarker.